# 石黒成綱
石黒 成綱(いしぐろ しげつな、生年不明 - 天正9年7月6日（1581年8月5日））は、戦国時代から安土桃山時代にかけての武将。通称は左近蔵人。別名に成親。子は成栄。越中国礪波郡木舟城主。

## 略歴
藤原利仁の末裔である越中石黒氏の庶流であったが、惣領家を凌ぐ勢威を築いた。
永禄9年（1566年）、一向一揆方の小倉六右衛門が拠る鷹栖館並びに勝満寺を攻め、これらに放火している。
天正4年（1576年）の上杉謙信の越中侵攻時は上杉氏に臣従していて、謙信の死後、遺品の太刀を受け取る。上杉景勝にも一時期従うが、ほどなく織田方に寝返り、神保長住に従属する。天正9年（1581年）4月、越中一向一揆の中心勢力だった勝興寺を顕幸の留守中に夜襲し焼き討ちをした。しかし、その後に上杉軍の吉江宗信に居城の木舟城を奪われた。
7月、織田信長に上杉方への内通を疑われ、成綱を初めとする一族郎党30人が近江国佐和山に出頭を命じられる。その真意が暗殺である事に気づいた一行は逃走を図るも、近江国長浜で丹羽長秀配下の手勢に追いつかれて粛清された。上杉と織田との間で曖昧な態度をとっていたのは間違いなく、粛清後に落城する木舟城には既に上杉の将・吉江宗信が詰めていた。
子は後に加賀藩に仕えた。